# Me tous anthropous apo ti gefyra
Con la gente dal ponte (in greco Με τους ανθρώπους από τη γέφυρα?) è un romanzo dell'autore greco Dimitris Lyacos, che costituisce la seconda parte della trilogia Poena damni. Il libro affronta il tema della perdita e del ritorno dei morti nel contesto della teleologia cristiana. Il testo è racchiuso in una forma di dramma rituale post-teatrale, attingendo a varie fonti filosofiche e letterarie, nonché al folklore greco antico e moderno. La trama è incentrata su un viaggio simile a quello di Orfeo da parte del protagonista LG che si unisce alla sua defunta compagna nella tomba e viene successivamente condotto da lei in un regno liminale prima dell'imminente Giorno della Resurrezione.
L'opera è stata classificata dalla critica come appartenente sia alla tradizione modernista che a quella postmodernista, mentre allo stesso tempo presenta forti affinità con una varietà di testi canonici, tra gli altri Omero, Dante, Kafka, Joyce e Beckett.

## Trama
Con la gente dal ponte segue la linea narrativa principale di Z213: Exit, il primo libro della trilogia Poena damni. L'opera si apre con un racconto in prima persona del narratore di Z213: Exit, che descrive il suo arrivo in una stazione ferroviaria abbandonata di nome Nichtovo alla ricerca di un luogo dove, gli è stato detto, verrà allestita una performance improvvisata da una banda di emarginati sociali. Il narratore si unisce ai pochi membri del pubblico presenti e continua a registrare nel suo diario gli eventi che si svolgono "sul palco" mentre lo spettacolo sta per iniziare. Mentre le luci "sul palco" si abbassano, lo spettacolo parte con il monologo di apertura del coro, seguito a sua volta dalla sequenza delle performance degli altri personaggi. La storia si svolge lungo la linea temporale di un giorno dedicato ai defunti. La trama si staglia a partire da un episodio biblico (M, 5,9), nel quale l'indemoniato di Gerasene supplica Gesù di risparmiarlo dai suoi tormenti. Nella commedia messa in scena, LG assume e approfondisce il ruolo dell'indemoniato, raccontando il suo passato e spiegando come è finito per andare vivere in un cimitero. In una sorta di narrazione simultanea, LG spiega come ha fatto ad aprire la tomba della sua compagna defunta (NCTV), spinto da voci interiori insistenti. Nel frattempo, il Coro ultima i preparativi in vista della visita annuale dei loro parenti defunti ed LG e NCTV si uniscono a loro dopo essersi staccati da una folla di redivivi. Quando la giornata volge al termine, LG e NCTV tornano a far parte della folla da cui si erano staccati. Nonostante cerchino di tenersi stretti, sono assorbiti in un insieme indefinito di anime che vanno avanti e attraversano "il ponte tra i mondi" mentre appare all'orizzonte una risurrezione di tipo cristiano. Il libro si conclude con l'epilogo del narratore che racconta il processo mediante il quale una folla radunata in un cimitero porta alla luce due corpi, "uccidendo" ritualmente la donna conficcandole un paletto nel petto, quasi come fosse un vampiro. Un'ultima svolta narrativa è offerta dalla presenza di un ritaglio scandalistico che riporta il lettore a una cruda e raccapricciante realtà quotidiana.

## Genere
Con la gente dal ponteè un'opera trasversale che combina narrativa in prosa con monologhi drammatici scritti in forma di poesia. Soliloqui in versi, elementi di messa in scena e rituali, così come incantesimi corali e descrizioni semplici sono combinati per creare un testo polivalente che si avvicina sia alla poesia che al dramma. Il palcoscenico improvvisato e la presenza degli attori conferiscono al testo il suo carattere drammatico, mentre l'azione e l'ambientazione, filtrati dalla prospettiva dello spettatore, mettono in risalto la dimensione della narrazione. La teatralità autoriflessiva ottenuta attraverso una presentazione chiara della divisione tra spettatori, attori e regista e spiegata dalla voce unificante di un narratore esterno porta alla classificazione dell'opera come pezzo di metateatro. Inoltre, a causa di una costellazione di elementi tra cui narrativa interrotta, personaggi frammentati e ambientazione illusoria e immaginifica, trasmessa sotto forma di esperienza personale di un membro del pubblico, l'opera può essere classificata come un'opera teatrale tipicamente postmoderna.

## Stile
Con la gente dal ponte è frammentario, allucinatorio, allo stesso tempo saldamente radicato a una complessa trama di allusioni. Esibisce una vicinanza all'eclettismo postmoderno, alternando poesie a parti in prosa. Nonostante le sue affinità postmoderne, può essere interpretato, tuttavia, in linea con la tradizione modernista che mette da parte la giocosità postmoderna per un trattamento serio ed oggettivo dell'argomento. Il testo si sviluppa in una serie di monologhi intermittenti intervallati da brani biblici e dai commenti del narratore. Gli elementi biblici insieme alle immagini vampiriche e distopiche lavorano in tandem, creando un senso di presagio e intrappolamento. Il linguaggio è scarso e frammentario, lasciando sufficienti scappatoie per l’autonoma interpretazione del lettore, rivelando la trama in modo graduale e minimalista. Brevi frasi dichiarative sono usate per trasmettere immediatezza e concretezza nella rappresentazione di un mondo cupo. Le allusioni e la moltitudine di riferimenti culturali sono veicolati attraverso monologhi sparsi e apparentemente casuali. A volte i monologhi sembrano essere sgrammaticati e in altre i personaggi sembrano ripiegare sulle loro parole. C'è un effetto simile al flusso di coscienza, il testo, tuttavia, si sviluppa in modo lineare tra le storie sovrapposte dei quattro protagonisti. I puntini di sospensione nella narrazione, uniti alla semplicità del movimento scenico e alla struttura di una performance prevalentemente statica, indicano il teatro rituale oltre che ritualistico.

## Struttura
L'opera è strutturata sotto forma di narrazione a cornice da parte di un narratore esterno inaffidabile (il narratore di Z213: Exit) che pone le basi per lo sviluppo della storia interna. All'interno di questa narrazione principale, quattro iponarrazioni mosse dal protagonista (interno), dal Coro, da LG e da NCTV contribuiscono con frammenti della storia viziati dal loro punto di vista. Quando le diverse narrazioni all'interno dello spettacolo si intrecciano, nuovi elementi emergono in primo piano, accompagnate da una sensazione in cui ogni singola narrazione si sovrappone alle altre, creando un effetto di focalizzazione multipla. Il linguaggio del testo è semplice ed idiomatico mentre la sintassi è occasionalmente interrotta da lacune e frasi incomplete. La parziale frammentazione si combina, tuttavia, con un uso linguistico più convenzionale allo scopo di portare avanti il carattere simil-narrativo dell'opera.

## Titolo
Una versione precedente del testo, simile per argomento e struttura, ma significativamente diversa per contenuto e stile, è stata pubblicata nel 2001 in greco e tedesco e nel 2005 in inglese con il titolo Nyctivoe. Il termine Nyctivoe, un raro aggettivo dell'antico greco, compare in un incantesimo alla dea della luna in Magical Papyri, una raccolta sincretica di testi del periodo ellenistico incentrati sulla stregoneria e sulla religione popolare. Nella versione precedente del libro, Nyctivoe è un nome proprio attribuito al personaggio femminile della storia, sostituito nella nuova versione da NCTV (la sequenza delle consonanti in Nyctivoe).
Il titolo attuale fa riferimento sia all'ambientazione in cui sono descritti gli eventi del libro che al ponte attraversato dalla folla nella parte finale del libro. Il ponte come simbolo del passaggio dal mondo dei vivi al regno dei morti si riferisce al ponte Chinvat nella religione zoroastriana. Inoltre, il ponte è simbolo di un non luogo relativo al nome della stazione (Nichtovo) a cui il narratore del libro ricorda di essere arrivato. In una prospettiva di commento sociale sugli eventi contemporanei, il titolo è stato interpretato anche come un punto di riferimento per il "ponte vivente" migranti che cercano una Terra Promessa di abbondanza.

## Critica
Con la gente dal ponte ha ricevuto almeno venticinque recensioni internazionali unanimemente positive fino alla primavera del 2021. Il critico letterario Aaron Schneider ha elogiato il libro come un'esperienza di lettura straordinaria per il modo in cui la poesia "articola l'alienazione, ma, anche e soprattutto, [...] il modo in cui questa alienazione è accompagnata da un pervasivo senso di trauma", concludendo che "in questo momento in cui il mondo è stato così completamente sfamiliarizzato e tutti siamo stati dislocati da noi stessi, Con la gente dal ponte è essenziale quanto può esserlo un libro". Il libro è stato il oggetto di una notevole quantità di critiche accademiche e compare anche nei contenuti dei corsi di vari curricula universitari sulla narrativa postmoderna.